# Ischnocnema karst
Espèce
Ischnocnema karst est une espèce d'amphibiens de la famille des Brachycephalidae.

## Répartition
Cette espèce est endémique du Minas Gerais au Brésil. Elle se rencontre à 755 m d'altitude à Arcos.

## Publication originale
- Canedo, Targino, Leite & Haddad, 2012 : A New Species of Ischnocnema (Anura) from the São Francisco Basin Karst region, Brazil. Herpetologica, vol. 68, no 3, p. 393-400.